# Medizinische Universität Semei
Die Medizinische Universität Semei (kasachisch Семей медицина университеті) ist eine Bildungseinrichtung der Republik Kasachstan und wurde 1953 gegründet. Diese Universität befindet sich in Semei im Gebiet Ostkasachstan. Die Universität ist eine medizinische Hochschulen in Kasachstan mit eigenem Klinikstandort (Universitätskrankenhaus) und Zweigstellen in den Städten Pawlodar und Ust-Kamenogorsk.
Angeblich ist die Medizinische Universität Semei die größte Universität im Gebiet Ostkasachstan und der Hauptlieferant von medizinischem Personal für die Regionen Ostkasachstan und Pavlodar. Die Universität nimmt jährlich an nationalen Rankings der Universitäten in Kasachstan teil.